# Sarah Van Overwaelle
Sarah Van Overwaelle (16 februari 1988) is een Vlaamse actrice. Zij is onder meer bekend van De Kotmadam, waarin ze de rol van Paulien vertolkt.

## Biografie
Van Overwaelle behaalde in 2012 een master in drama aan de Koninklijke Academie voor Schone Kunsten in Gent.
In haar eerste bachelorjaar maakte ze de monoloog Schelpsel en speelde ze mee in Medicijn/Onderweg van klasgenoot Freek Mariën. In haar tweede jaar maakte ze samen met Mariën een prille versie van Derwazeens voor het BOM-festival. Via deze voorstelling kwamen beiden terecht bij Dimitri Leue in HETPALEIS voor de voorstelling Armandus de Zoveelste. In haar derde jaar werkte Van Overwaelle de voorstelling Derwazeens verder uit tot een volwaardige voorstelling voor kinderen vanaf zes jaar. Hieruit ontstond in 2009 het jeugdtheatergezelschap De Nietjesfabriek, waarin ze zich naast actrice ook als vormgeefster profileerde. Bij De Nietjesfabriek speelde ze mee in Derwazeens, Vergiet en Altijd tijd voor taart. In 2019 speelde ze de rol van boef Cindy in De Buurtpolitie: Het Circus.

## Filmografie
- De Kotmadam (2010-2012, 2016) - Paulien Billen
- Wie Wordt Wrapper? (2011) - Kandidate
- Welkom in de Wilton (2016) - Julie
- De Buurtpolitie: Het Circus (2019) - Cindy